# Friedhof am Hörnli

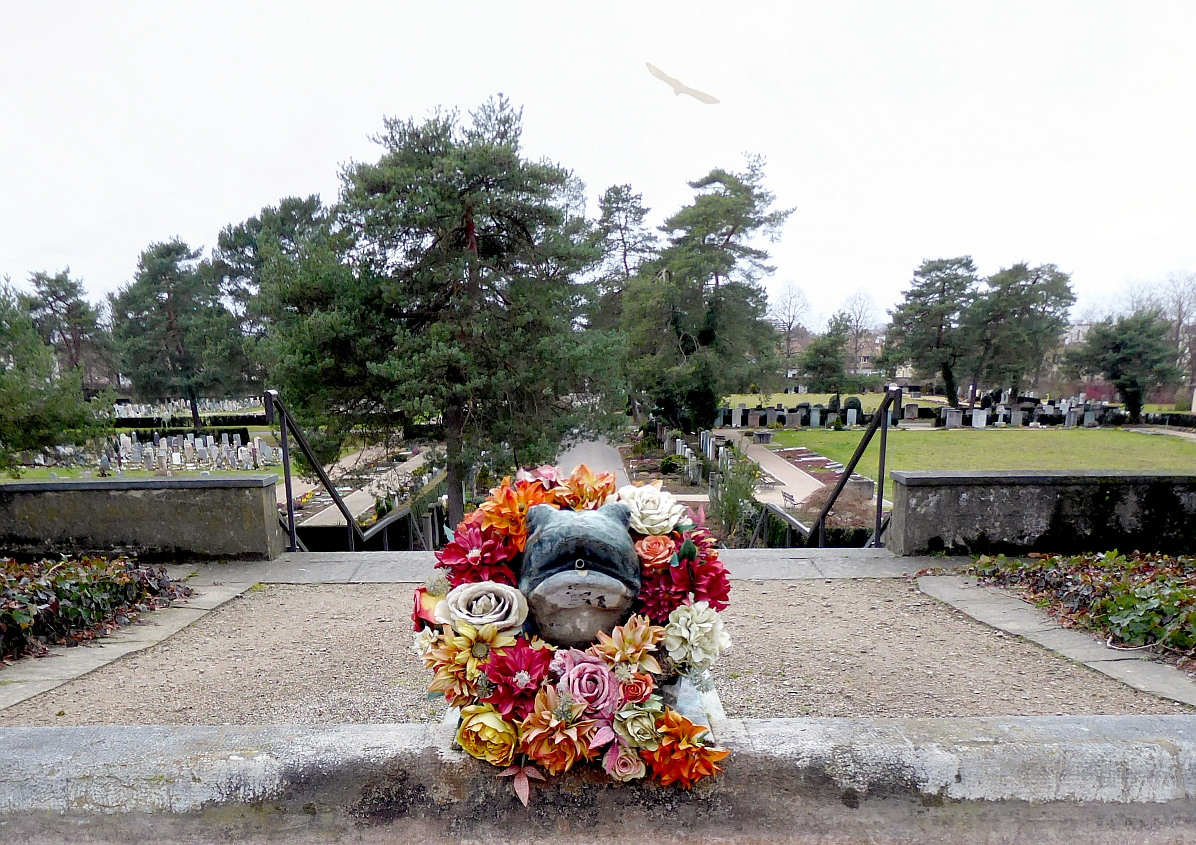
Friedhof am Hörnli

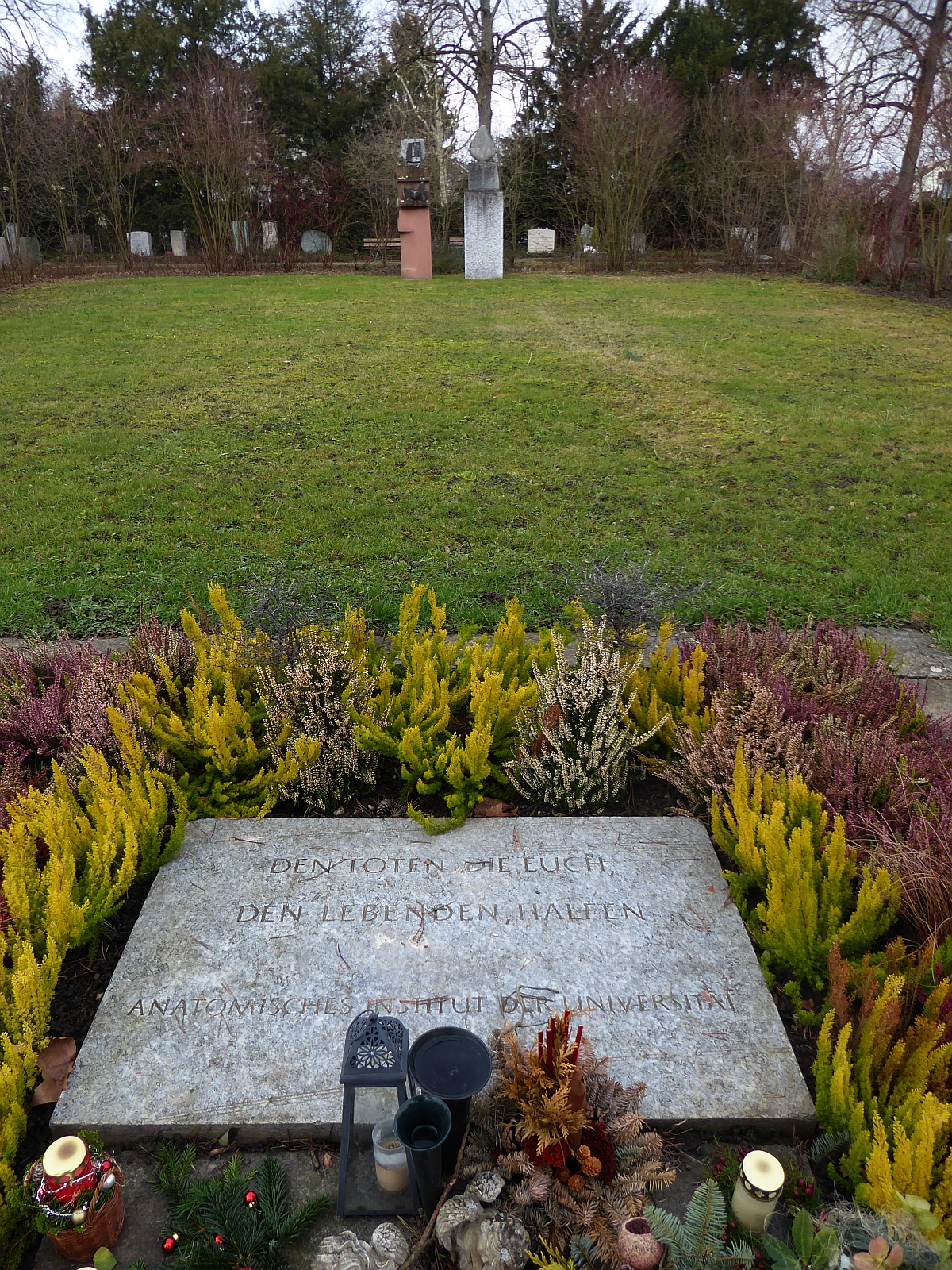
Gedenkfeld mit Skulptur «Frau mit Weihgabe und Wächter»

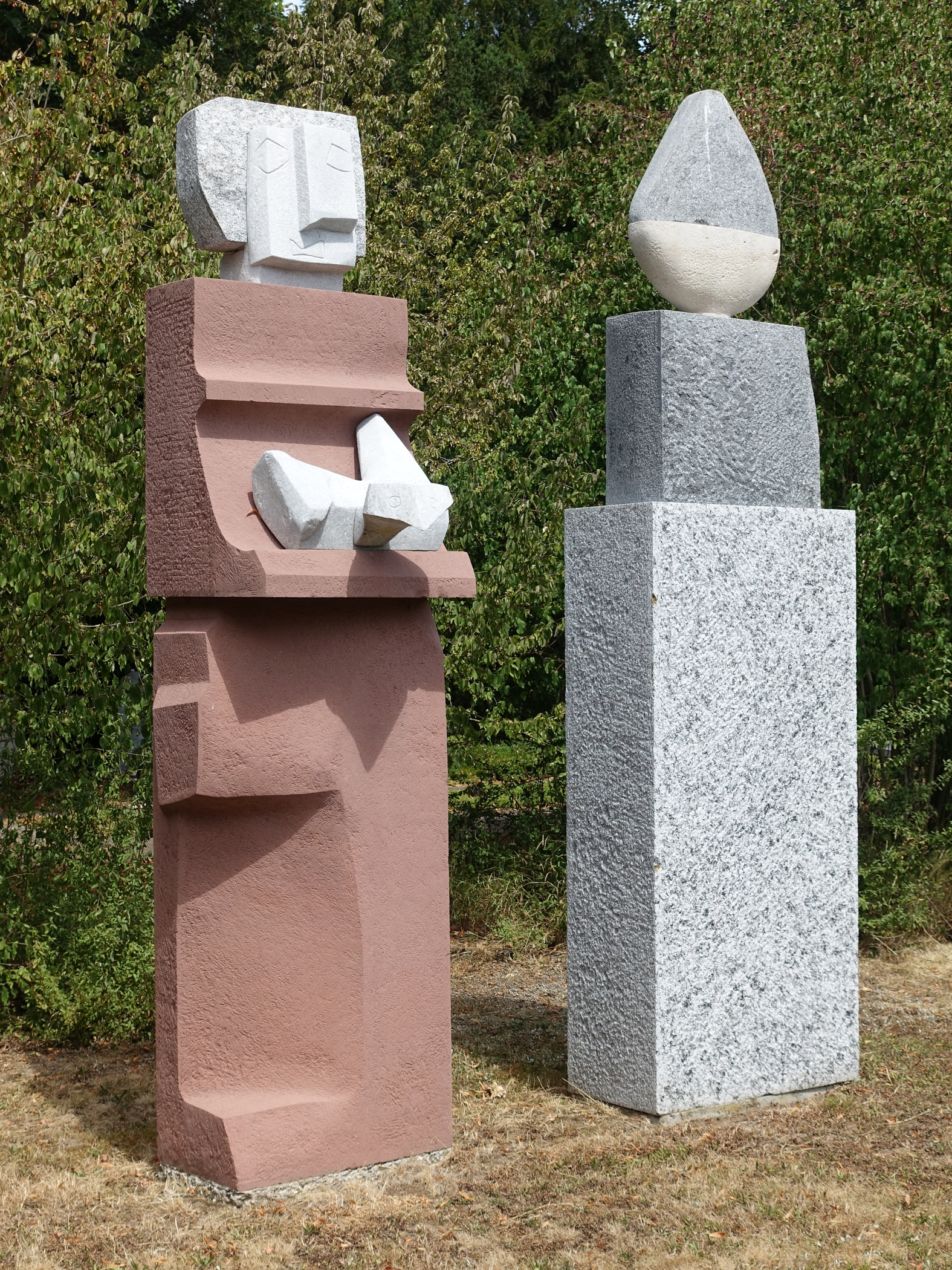
Skulptur «Frau mit Weihgabe und Wächter»

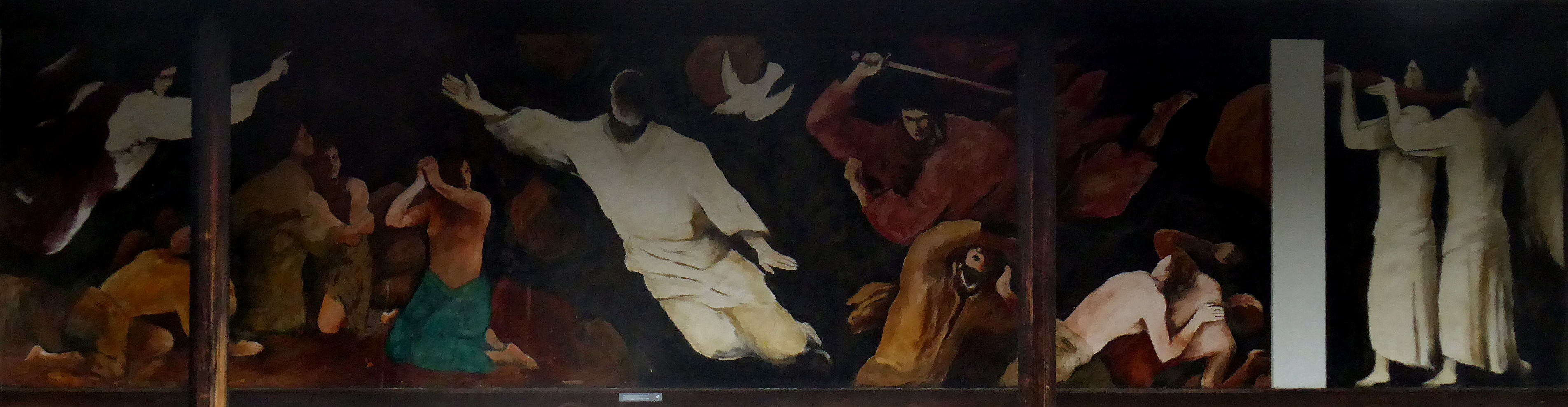
Wandfresko «Das Jüngste Gericht» von Heinrich Altherr (1878–1947)

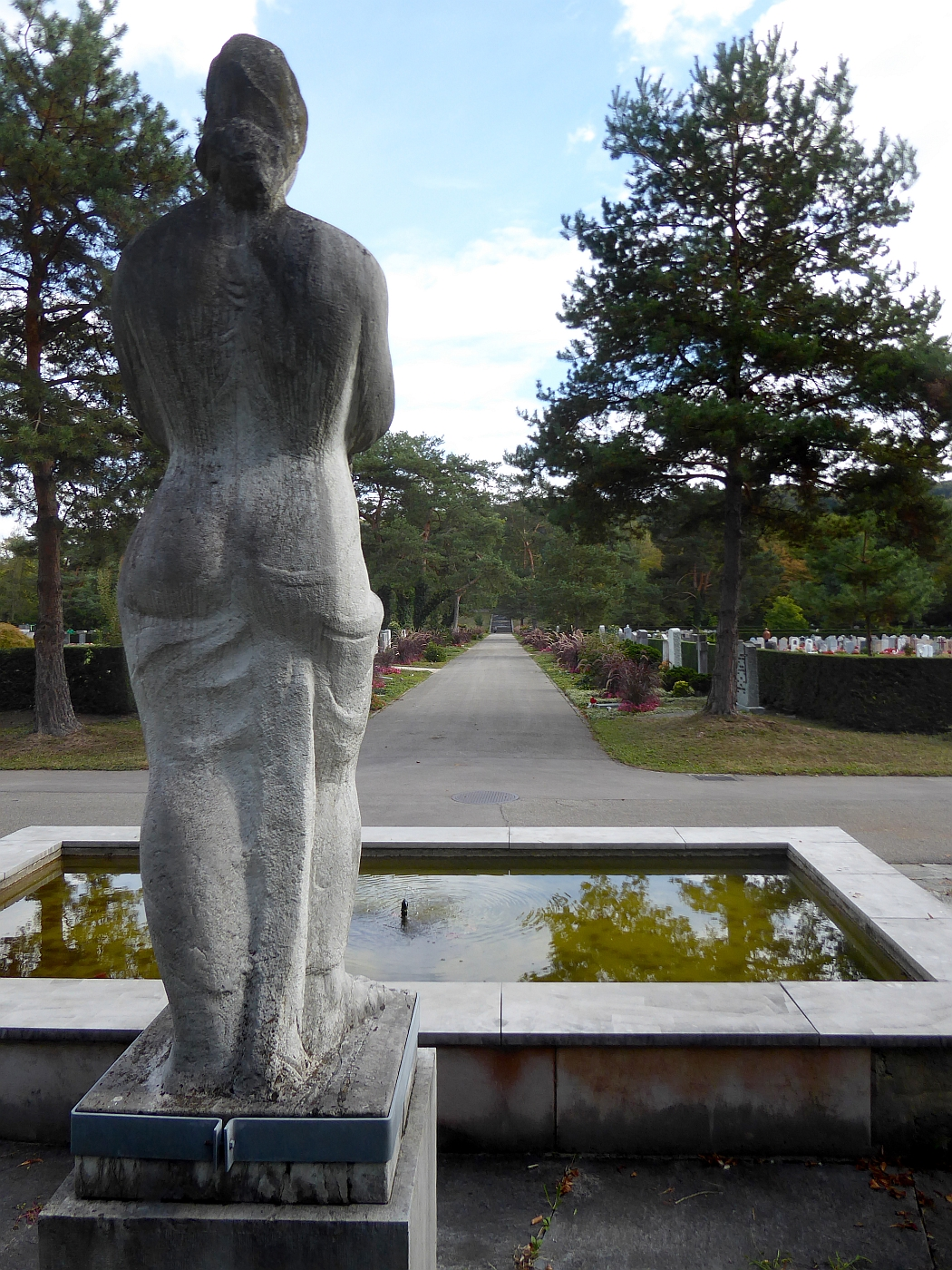
Frauenfigur (1956) von Carl Gutknecht

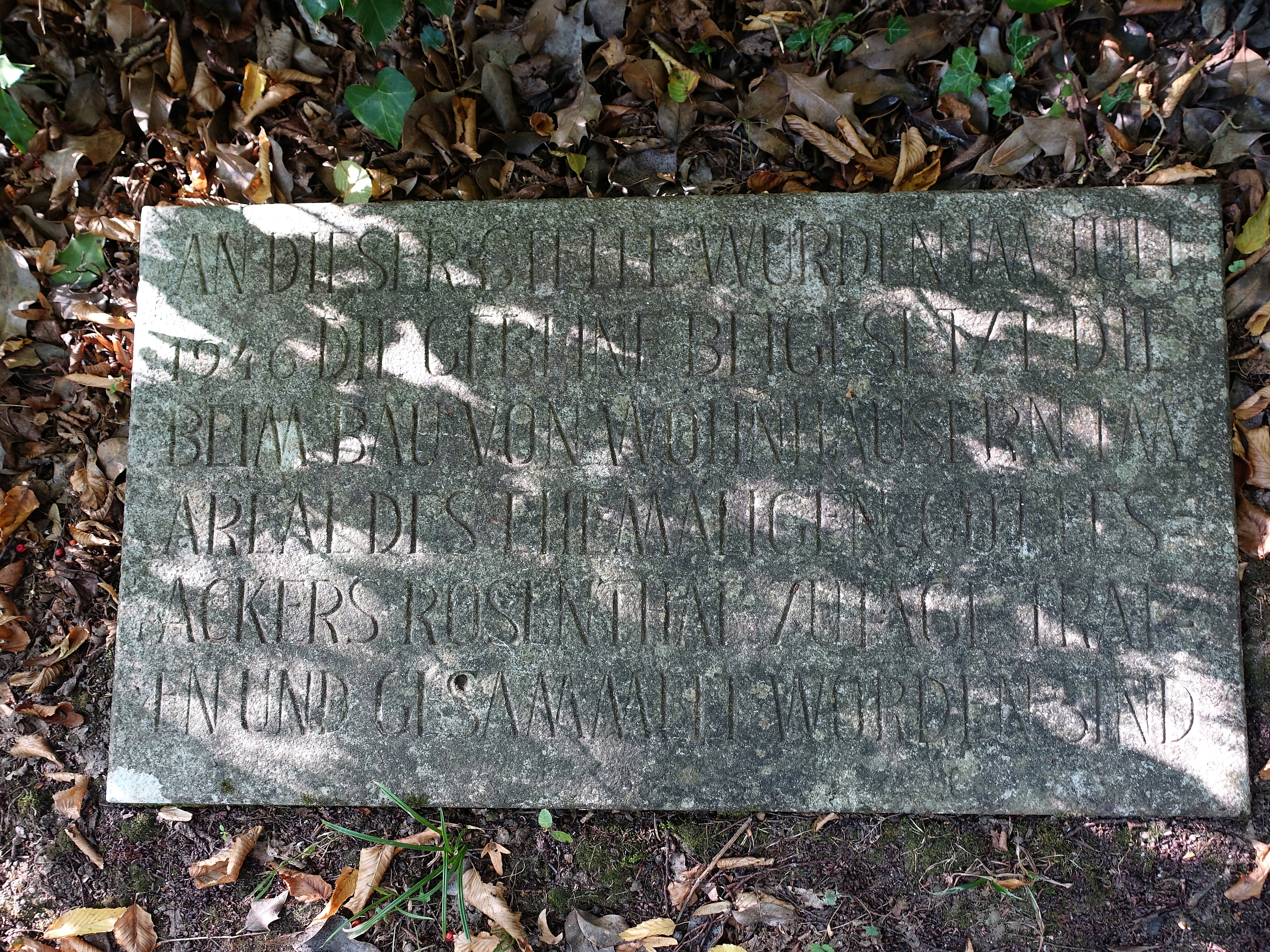
Gedenktafel von 1946, Standort: 47°33'59"N 7°38'36"E

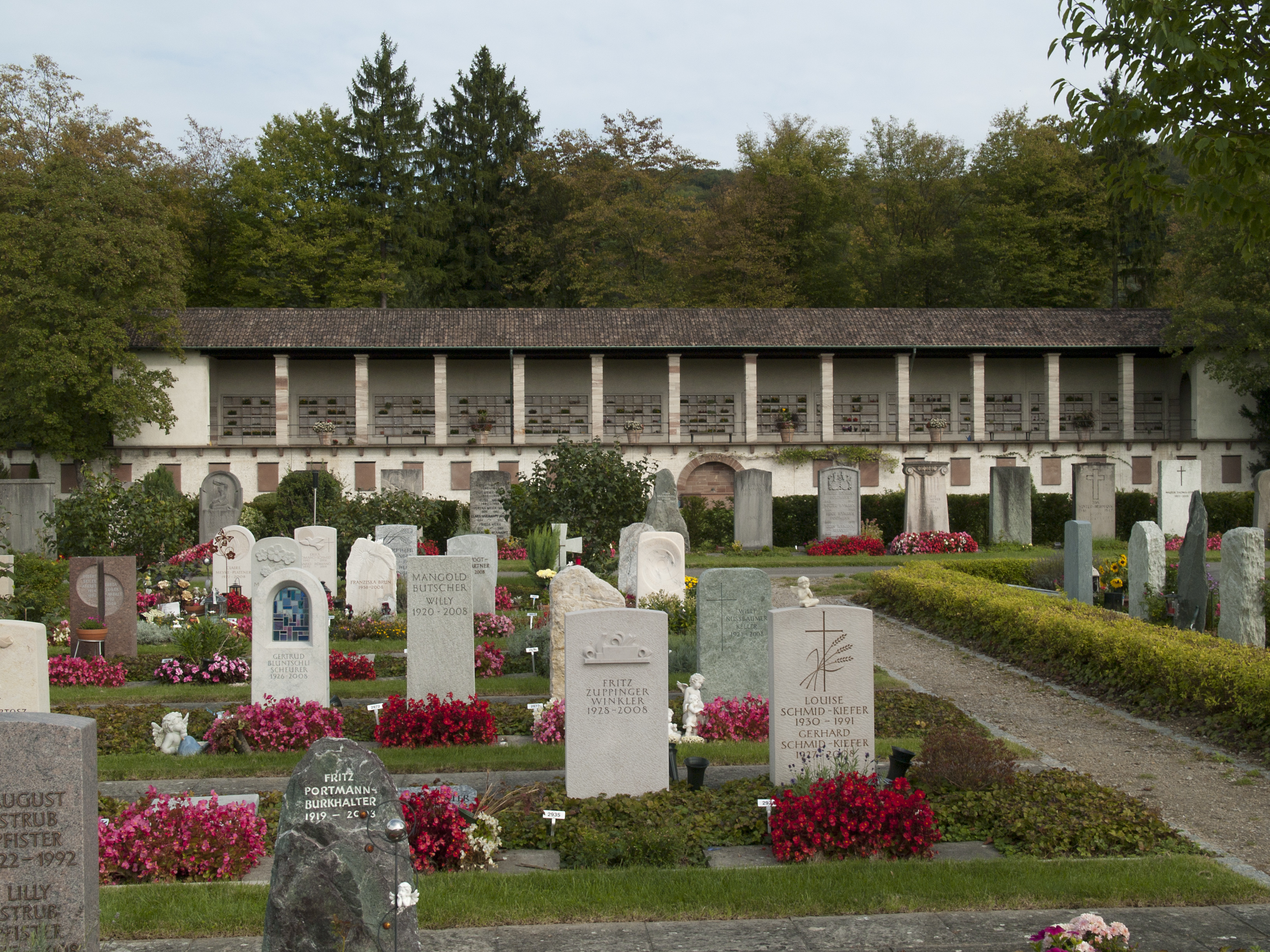
Columbarium des Friedhofs am Hörnli

O Friedhof am Hörnli é o maior cemitério da Suíça. Foi construído de 1926 a 1932 como o Cemitério Central de todo o cantão de Basileia-Cidade, na comuna de Riehen. O projeto artístico foi financiado pelo Kunstkredit Basel-Stadt. Seu jardim simétrico tem cerca de cinquenta hectares de tamanho e abriga dezenas de milhares de túmulos, incluindo muitas personalidades conhecidas como Paul Hermann Müller, Fritz Haber, Karl Barth, Karl Jaspers e Jacob Burckhardt, alguns dos quais foram transferidos de cemitérios antigos e abandonados para este cemitério.

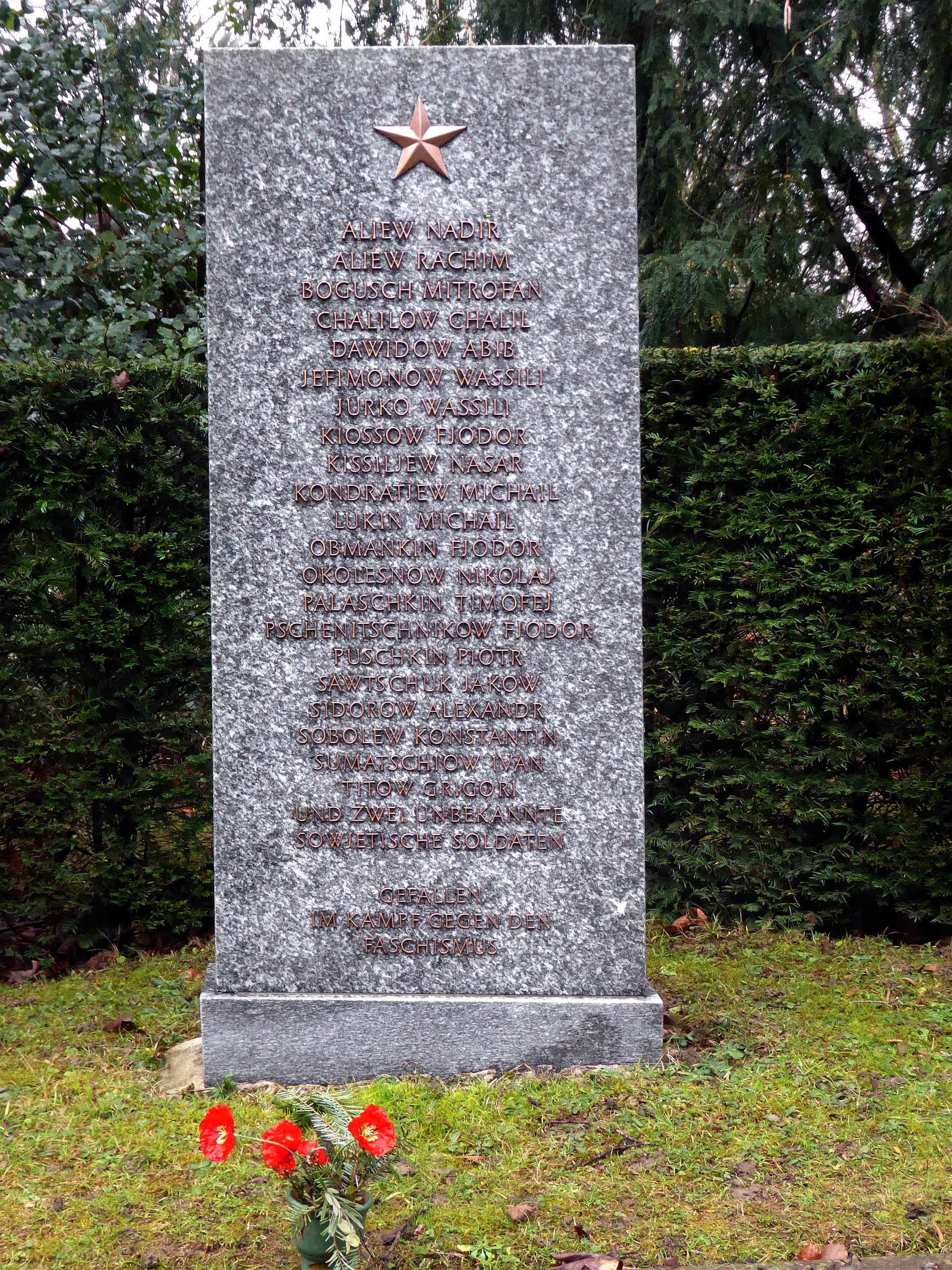
Sowjetische Gedenkgrabstätte

## Personalidades sepultadas
- Alfred Abegg 1905–2002 (jurista, político)
- Friedrich Aemmer 1867–1934 (Dr. med., Chefe do Departamento de Saúde, conselheiro)
- Heinrich Altherr 1878–1947 (pintor)
- Wilhelm Altwegg 1883–1971 (filólogo clássico, germanista, pedagogo)
- Samuel Bachofen 1806–1889 (açougueiro, político)
- Wilhelm Bachofen 1841–1922 (engenheiro, empresário, firma W. Bachofen-Dennler, político)
- Oscar Bally 1864–1938 (químico, empresário)
- Theo Ballmer 1902–1965 (litógrafo, fotógrafo)
- Heinrich Barth  1890–1965 (Dr. phil., professor, E. h. de teologia)
- Karl Barth 1886–1968 (teólogo)
- Paul Basilius Barth 1881–1955 (pintor, desenhista)
- Enrique Beck 1904–1974 (poeta e tradutor alemão-suíço)
- Ernst Beyeler 1921–2010 (negociante de arte)
- Hildy Beyeler 1922–2008 (colecionadora de arte)
- Ernst Berger 1928–2006 (arqueólogo)
- Fritz Berger 1897–1977 (político)
- Lore Berger 1921–1943 (escritora)
- Rainer Brambach 1917–1983 (escritor)
- Fritz Brechbühl 1897–1963 (político)
- Edgar Bonjour 1898–1991 (historiador, professor da Univ. Basileia)
- August Burckhardt 1868–1935 (historiador, bibliotecário)
- Jacob Burckhardt 1818–1897 (historiador da arte)
- Arnold Cahn 1858–1927 (internista, cirurgião e pediatra)
- Richard Calini 1882–1943 (arquiteto, político)
- Paul Camenisch 1893–1970 (arquiteto, desenhista, pintor)
- Pieter van de Cuylen 1909–1990 (pintor, desenhista)
- Stefan Cornaz 1944–2003 (historiador, político)
- Martin Burckhardt 1921–2007 (arquiteto, político)
- Dare 1968–2010 (artista)
- Robert Doerr 1871–1952 (professor de patologia)
- Numa Donzé (1885–1952) (pintor)
- Theo Eble 1899–1974 (pintor)
- Adelheid Duvanel 1936–1996 (escritora e pintora)
- Joseph Edward Duvanel 1941–1986 (pintor, desenhista, pianista)
- Emil Dürr 1883–1954  (historiador, Prof. da Univ. Basileia)
- Ernst Feigenwinter 1853–1919 (Dr. iur. advogado, político)
- Arnold Fiechter 1879–1943 (pintor)
- Franz Fäh 1857–1907 (historiador)
- Adolf Gasser 1903–1985 (historiador, professor)
- Elisabeth Gerter 1895–1955 (escritora, poetisa, política)
- Chester Gill 1928–2003 (jazzista)
- Karl Glatt 1912–2003 (pintor)
- Franz Gross 1913–1984 (professor, farmacologista)
- Carl Gutknecht 1878–1970 (escultor)
- Fritz Haber 1868–1934 (químico e Nobel)
- Emil Haefely 1866–1939 (Dr. Ing. h. c. fabricante de material isolante elétrico, político)
- Carl Haffter 1909–1996 (psiquiatra)
- Fritz Hauser 1884–1941 (Dr. phil., político)
- Ernst Emil Herzfeld 1879–1948 (Dr. phil., professor, arqueólogo)
- Andreas Heusler 1865–1940 (germanista)
- Karin Himboldt 1920–2005 (atriz)
- Charles Hindenlang 1894–1960 (pintor)
- Robert von Hirsch 1883–1977 (colecionador de arte, Dr. h. c. da Universität Basileia)
- Henry Hoek 1878–1951 (geólogo)
- Emanuel Hoffmann 1896–1932 (vice-diretor da F. Hoffmann-La Roche & Co.)
- Ferdinand Holzach 1869–1942 (historiador, político)
- Adolf Hottinger 1897–1975 (internista e pediatra)
- Josef Hügi 1930–1995 (futebolista)
- Hans Hunziker-Kramer 1878–1941 (professor de medicina social)
- Jürg Im Obersteg 1914–1983 (patologista, professor, colecionador de arte)
- Karl Johann Im Obersteg 1849–1926 (empresário)
- Clara Immerwahr 1870–1915 (química)
- Heinrich Iselin 1888–1955 (Dr. jur., oficial militar)
- Otto Isler 1910–1992 (químico)
- Karl Jaspers 1883–1969 (filósofo)
- Louis Kaiser-Winkler 1869–1927 (fábrica de bandeiras)
- Max Kämpf 1912–1982 (pintor, desenhista)
- Gustav Keckeis 1884–1967 (diretor de gráfica)
- August Kern 1902–1996 (regente)
- Hermann Kinkelin 1832–1913 (Dr., Prof. a.o. de matemática na Univ. Basileia)
- Charlotte von Kirschbaum 1899–1975 (teóloga)
- Friedrich Klose 1862–1942 (Dr. phil. h. c., compositor, pedagogo musical)
- Emil Knöll 1889–1972 (escultor)
- Paul Koelner 1878–1960 (Dr. phil. h. c. pedagogo, historiador)
- Karl Küchlin 1864–1935 (construtor do Küchlin-Theater)
- Alfred Labhardt 1874–1949 (ginecologista)
- Herbert Leupin 1916–1999 (pintor e desenhista)
- Ines Leuwen 1902–1976 (cantora de ópera)
- Rudolf Liechtenhan der Jüngere 1911–2005 (dramaturgo)
- Lothar Löffler 1918–1995 (músico)
- Jean Jacques Lüscher 1884–1955 (pintor, desenhista, litógrafo)
- Cécile Ines Loos 1883–1959 (narradora)
- Rudolf Massini 1880–1954 (Dr. med. professor)
- Markus Mattmüller 1928–2003 (historiador)
- Hugo von Mendelssohn Bartholdy 1894–1956 (banqueiro)
- Otto von Mendelssohn Bartholdy 1868–1949 (banqueiro)
- Paul Mendelssohn Bartholdy der Jüngere 1879–1956 (químico, industrial, diretor da Agfa e I.G. Farben)
- Rolf Meier 1897–1966 (Prof. Dr. med., químico)
- Karl Meuli 1891–1968 (filólogo clássico)
- Carl Theodor Meyer-Basel 1860–1932 (pintor)
- Theodor Meyer-Merian (1818–1867), (médico e escritor)
- Peter Meyer 1894–1984 (arquiteto, historiador da arte)
- Hans Moeckel 1923–1983 (compositor)
- Paul Hermann Müller 1899–1965 (químico e Nobel)
- Walter Muschg 1898–1965 (historiador da literatura)
- Albert Nicholas 1900–1973 (saxofonista)
- Alfred Pauletto 1927–1985 (pintor)
- Alfred Heinrich Pellegrini 1881–1958 (pintor)
- Isidoro Raphael Pellegrini 1871–1954 (arquiteto e escultor)
- Alfred Probst 1894–1958 (remador)
- Rolf Rappaz 1914–1996 (artista)
- Alfred Rasser 1907–1977 (ator e político)
- André Ratti 1935–1986 (jornalista)
- Herbert Rehbein 1922–1979 (músico)
- Gottfried Reimann-Hunziker 1908–1968 (cirurgião, urologista)
- Rose Reimann-Hunziker 1912–2000 (ginecologista)
- Toni Reinhard 1917–1965 (romanista)
- Jean Roux 1876–1939 (zoólogo)
- Otto Roos 1887–1945 (escultor, pintor)
- Otto Rubensohn 1867–1964 (Dr. phil. professor, arqueólogo)
- Maja Sacher 1896–1989 (escultora, colecionadora de arte)
- Paul Sacher 1906–1999 (dirigente)
- Alfred Emanuel Sarasin 1922–2005 (banqueiro, político)
- Fritz Sarasin 1859–1942 (cientista natural)
- Paul Sarasin 1856–1929 (cientista natural)
- Paul Schaller 1913–1989 (compositor)
- Karl Schefold 1905–1999 (arqueólogo)
- Paul Scherrer 1862–1935 (advogado, político)
- Josef Schetty 1824–1994 (empresário, político)
- Jakob Schmid 1862–1918 (químico)
- Hermann Schneider 1901–1973 (escritor, redator)
- Paul Spahn 1914–2002 (âncora de notícias)
- Ernst Speiser 1889–1962 (político, Dr. iur. h. c. da Univ. Basileia)
- Paul Speiser 1846–1935 (Dr. jur., advogado, docente da Univ. Basileia, Dr. phil. h. c. da Univ. Basileia, político)
- Wilhelm Speyer 1887–1952 (escritor)
- Adrienne von Speyr 1902–1967 (médica)
- Rudolf Staechelin 1881–1946 (empresário, colecionador de arte)
- Ernst Staehelin 1889–1980 (lic. theol., Dr. h. c. Prof.)
- Hartmann Stähelin 1925–2011 (farmacologista)
- Max Staehelin 1880–1968 (banqueiro)
- Thea Sternheim, geb. Bauer 1883–1971 (colecionadora de arte)
- Emanuel Stickelberger 1884–1962 (empresário, escritor)
- Martin Stohler 1914–1966 (advogado, político)
- Hermann Suter 1870–1926 (compositor)
- August Suter 1887–1965 (escultor)
- Hans Martin Sutermeister 1907–1977 (caçador de falsos julgamentos)
- Ernst Tappolet 1870–1939 (professor de filologia da Univ. Basileia)
- Ernst Thommen 1899–1967 (membro do comitê executivo da Fifa)
- Eduard Thurneysen 1888–1974 (professor de teologia prática em Basileia, Dr. theol. h. c. da Univ. Giessen)
- Mark Tobey 1890–1976 (pintor)
- Hans-Peter Tschudi 1913–2002 (jurista)
- Irma Tschudi-Steiner 1912–2003 (farmacologista, primeira docente privada de Basileia)
- Rudolf Tschudi 1884–1960 (filólogo, orientalista)
- Florian Vischer 1919–2000 (arquiteto)
- John Friedrich Vuilleumier 1893–1976 (jurista, escritor de viagens)
- Hans Georg Wackernagel 1895–1967 (Dr. phil., ao. Prof.)
- Jacob Wackernagel 1853–1938 (Indo-germanista)
- Gustaf Adolf Wanner 1911–1984 (cronista)
- Alexander Zschokke 1894–1981 (escultor)
- Friedrich Zschokke 1860–1936 (zoólogo, professor da Univ. Basileia)
- Irène Zurkinden 1909–1987 (pintora, desenhista, litógrafa)
- Richard Zutt 1849–1917 (conselheiro)